# Bernard Lambourde
Pour les articles homonymes, voir Lambourde.
Bernard Lambourde est un footballeur français né le 11 mai 1971 à Pointe-à-Pitre en Guadeloupe. Il évolue au poste de défenseur du début des années 1990 au milieu des années 2000.
Formé à l'AS Cannes, il joue ensuite notamment au Angers SCO, aux Girondins de Bordeaux, au Chelsea FC et au SC Bastia.
Il est le cousin de Jean-Luc Lambourde (1980-), également footballeur.

## Biographie
Bernard Lambourde joue principalement en faveur de l'AS Cannes, et du club anglais de Chelsea.
Avec le club londonien il remporte une Coupe des coupes, une FA Cup et une League Cup.
Il a ensuite occupé le poste de directeur sportif de l'AS Cannes,.

## Carrière
- 1991-1994 :  AS Cannes
- 1994-1995 :  SCO Angers
- 1995-1996 :  AS Cannes
- 1996-1997 :  Girondins de Bordeaux
- 1997-2001 :  Chelsea FC
- 2001- janv. 2003 :  SC Bastia
- janv. 2003-2003 :  AS Nancy-Lorraine
- 2003- sept. 2003 :  Al Wahda[4]

## Palmarès
- Vainqueur de la Coupe d'Europe des vainqueurs de coupe en 1998 avec Chelsea
- Vainqueur de la Coupe d'Angleterre (FA Cup) en 2000 avec Chelsea
- Vainqueur de la League Cup en 1998 avec Chelsea
- Finaliste de la Coupe de France en 2002 avec Bastia
- Finaliste de la Coupe de la Ligue en 1997 avec Bordeaux

## Statistiques
Coupes d'Europe :
- 2 matchs en Ligue des Champions
- 6 matchs et 1 but en Coupe des Coupes
- 2 matchs en Coupe Intertoto

Championnats :
- 87 matchs et 4 buts en Division 1
- 53 matchs et 2 buts en Division 2
- 39 matchs et 2 buts en Premier League